# کارل فردریش فیلیپ فون مارتیوس
کارل فردریش فیلیپ فون مارتیوس (انگلیسی: Carl Friedrich Philipp von Martius؛ ۱۷ آوریل ۱۷۹۴ – ۱۳ دسامبر ۱۸۶۸) یک دانشمند در زمینه گیاه‌شناسی اهل پادشاهی بایرن بود.